# Fontenay (kloster)
Cicterciensterklostret i Fontenay är ett av Cisterciensordens munkkloster i kommunen Montbard i departementet Côte-d'Or i Frankrike.
Klostret grundades av Sankt Bernard av Clairvaux år 1118, endast ett par år efter att han lämnade klostret i Cîteaux och grundade klostret i Clairvaux. Fontenays kloster ligger i en liten skogbeklädd dalgång 60 km nordväst om Dijon. Det utvecklades starkt under 1100- och 1200-talet och hade kungligt beskydd. Klostret plundrades dock under Hundraåriga kriget och Hugenottkrigen. Efter en tillbakagång revs refektoriet av munkarna år 1745. Klostret stängdes under Franska revolutionen och omvandlades till ett pappersbruk fram till 1902. Det ägdes större delen av denna tid av släkten Montgolfier.
Klostret köptes 1905 av Édouard Aynard och restaurerades. Förutom det rivna refektoriet, återstår nästan alla ursprungliga byggnader: kyrkan, dormitoriet, själva klostret, kapitelhuset, uppvärmningsrum, duvslag och en smedja, allt uppfört i Romansk stil, med en nyare abbotbostad samt en sjukavdelning. Klostret är ett av de äldsta och mest kompletta Cistercierklostren i Europa och blev ett världsarv 1981.
Klosterkyrkan uppfördes mellan år 1139 och 1147 och tillägnades påven Eugen III. Den har en korsarmsplan, med ett 66 meter långt och 8 meter brett nav, med två sidoarmar och ett tvärskepp som mäter 19 meter. Klostret mäter 36x38 meter. Kapitelhuset har ett välvt tak som bärs upp med kraftiga balkar. Det stora dormitoriet är täckt med kastanjeträ från 1400-talet.

## Bildgalleri

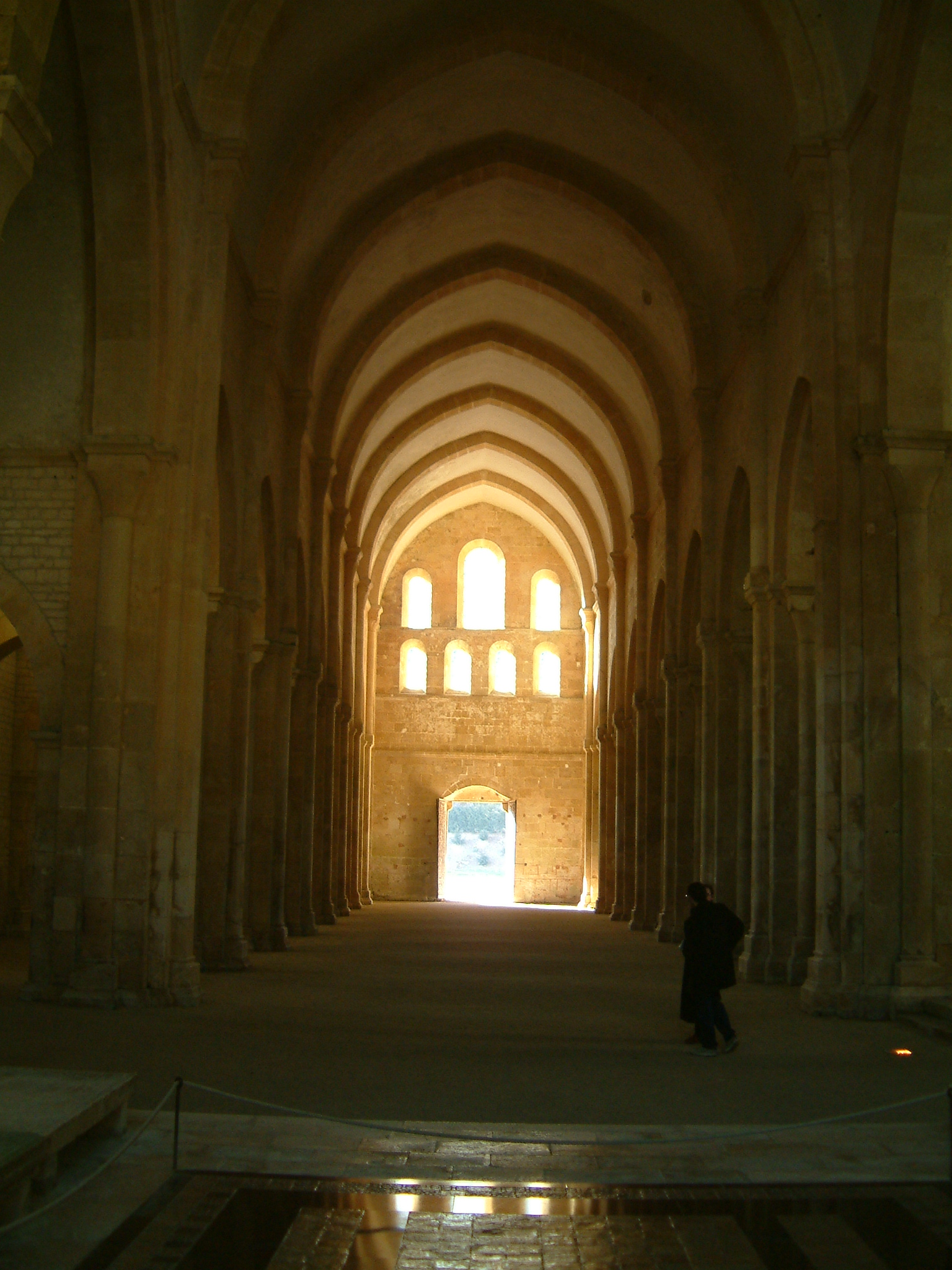
Klosterkyrkans interiör
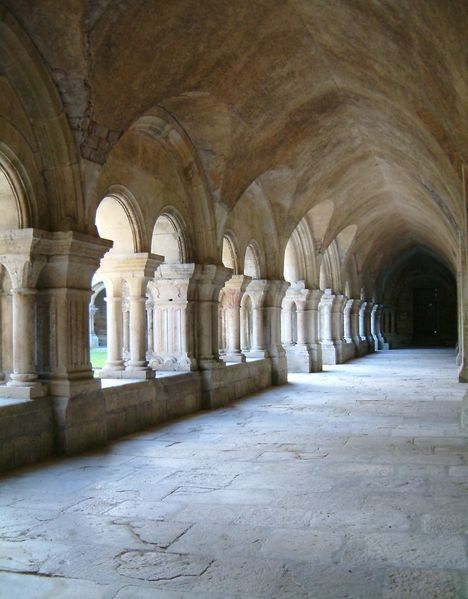
Klostret
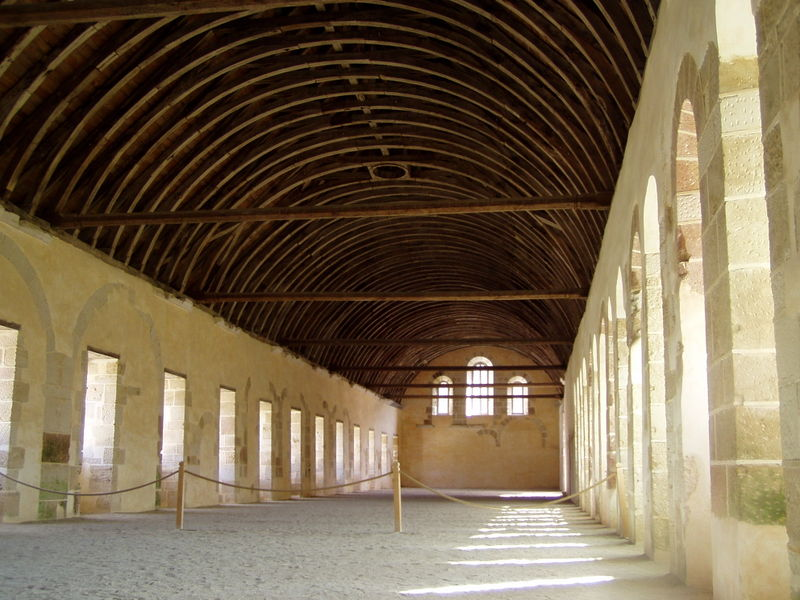
Dormitoriet
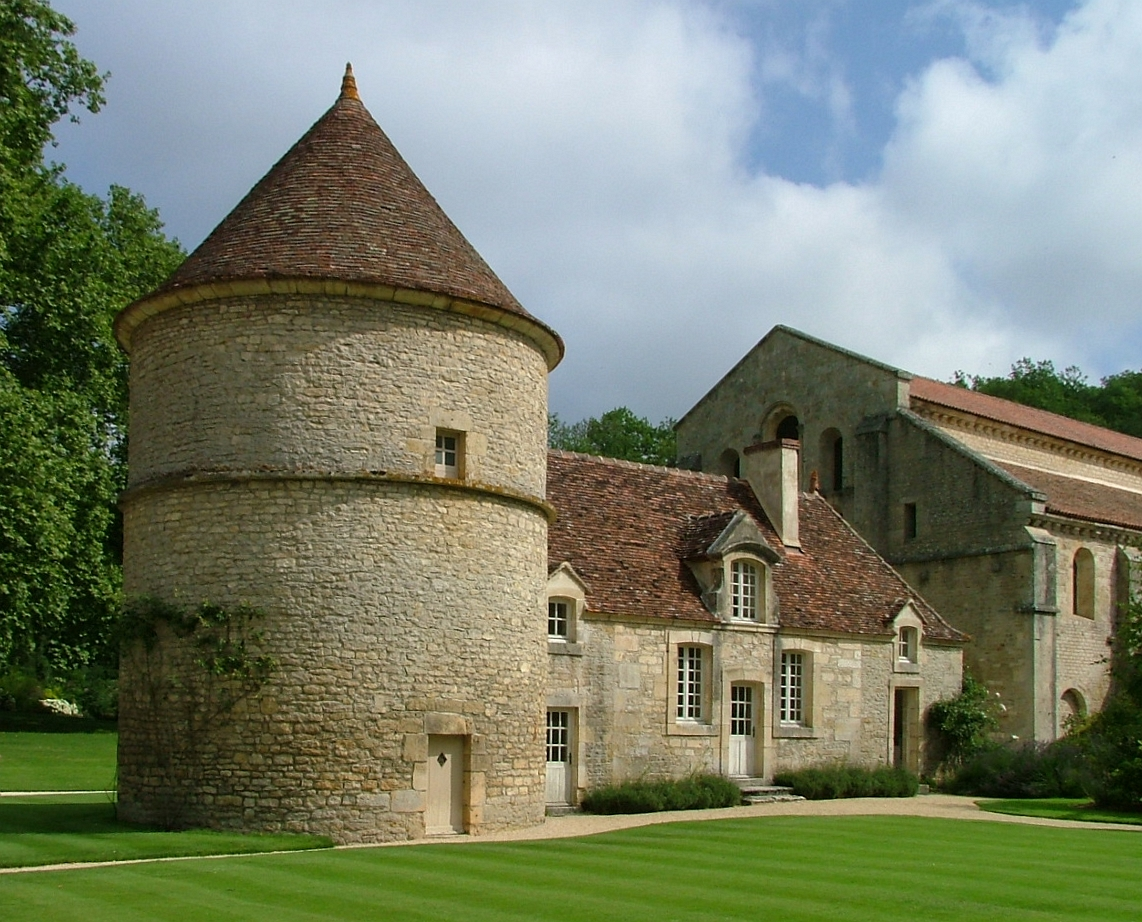
Duvslaget
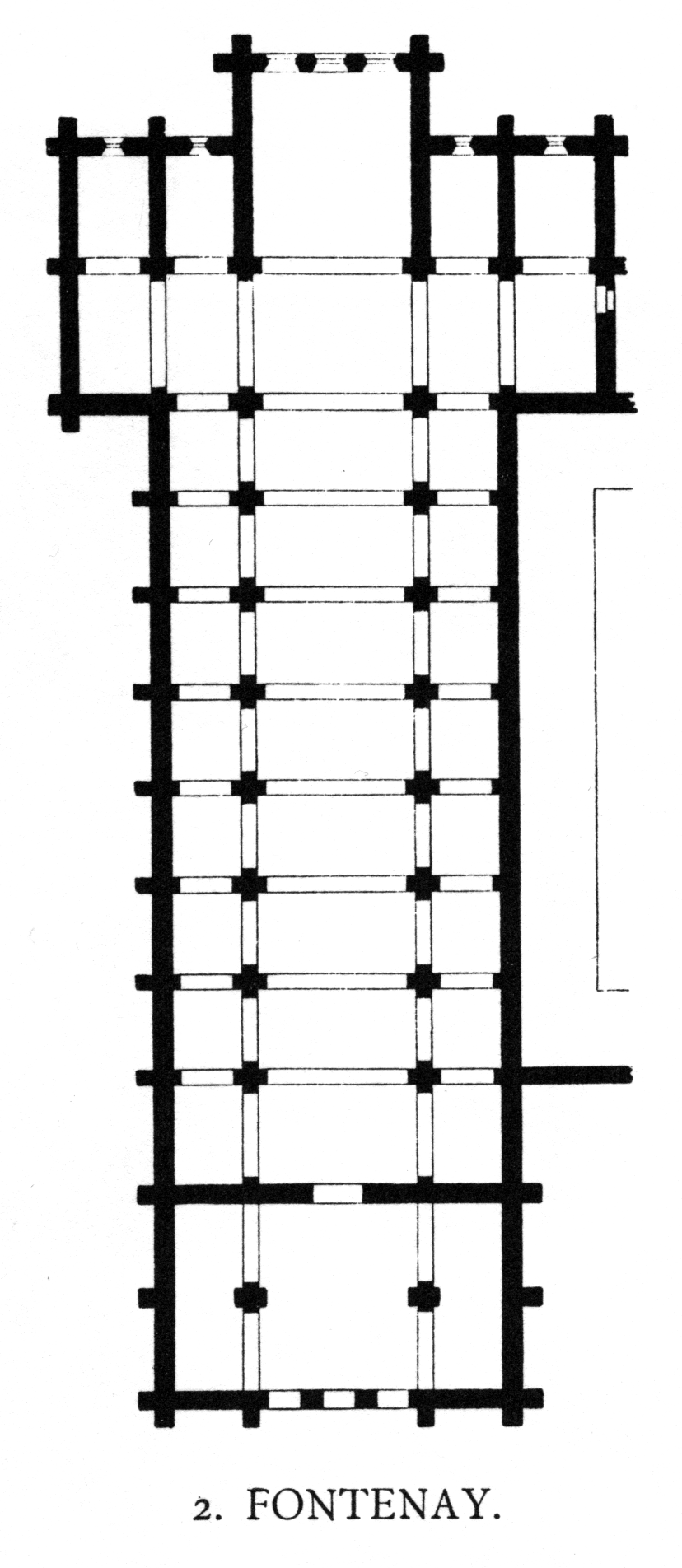
Ritning av klosterkyrkan, från Georg Dehio/Gustav von Bezold, Kirchliche Baukunst des Abendlandes